# Lucas Roisin
Lucas Roisin (24 de marzo de 1997) es un deportista francés que compite en piragüismo en la modalidad de eslalon. Su hermana Laurène compite en el mismo deporte.
Ganó una medalla de oro en el Campeonato Mundial de Piragüismo en Eslalon de 2023, en la prueba de C1 por equipos.

## Palmarés internacional
| Campeonato Mundial | Campeonato Mundial    | Campeonato Mundial | Campeonato Mundial |
| Año                | Lugar                 | Medalla            | Competición        |
| ------------------ | --------------------- | ------------------ | ------------------ |
| 2023               | Londres (Reino Unido) | Medalla de oro     | C1 por equipos     |